# Simon Gribelin
Simon Gribelin, né le 5 mai 1661 à Blois et mort le 18 janvier 1733 à Londres, est un graveur au burin et un marchand d'estampes.

## Biographie
Simon Gribelin naît le 5 mai 1661 à Blois. Fils du graveur Jacob Gribelin, il commence son éducation auprès de lui. Lorsque Simon a environ seize ans, son père meurt. Simon est un huguenot issu d'une famille de graveurs et d'horlogers. 
En 1680 le jeune homme part chercher fortune en Angleterre. Il anticipe vraisemblablement la révocation de l'édit de Nantes. Il est admis à la Clockmakers Company (en) en 1686, peut-être en raison du travail qu'il fait pour eux en gravant des boîtes de montres. Il grave d'autres objets en argent tels que des salves et des tabatières — par exemple une boîte en argent doré, vers 1690 conservée au Victoria and Albert Museum. On peut supposer que ses débuts son difficiles et qu'il doit surtout travailler comme ouvrier, car ce n'est qu'après 1700 qu'une copie de la gravure de Gérard Edelinck, Alexandre dans la tente de Darius, d'après Charles Le Brun, attire l'attention des amateurs. Une suite inspirée des Cartons de Raphaël (Hampton Court), qu'il publie en 1707, affirme sa réputation, bien que l'exiguïté des planches nuit à l'effet de la reproduction. Gribelin parait avoir été fort bien vu par Guillaume III, et la reine Anne, car il grave le portrait de ces souverains ainsi que celui de la reine Marie, et de nombreux grands personnages de la cour d'Angleterre. Il reproduit aussi plusieurs peintures de la collection royale. Il grave d'après Fowler, Kneller, Clostermann, Rubens, Palma, Le Tintoret, Giulio Romano, etc.. On peut citer Les Muses sur le Parnasse d'après Le Tintoret, et L'Apothéose de Jacques Ier, roi d'Angleterre d'après le plafond peint par Rubens, au palais de Whitehall.
Il meurt le 18 janvier 1733 à Londres.

## Œuvre gravé
- Portrait de William Trumbull

## Galerie

Gravures de Simon Gribelin
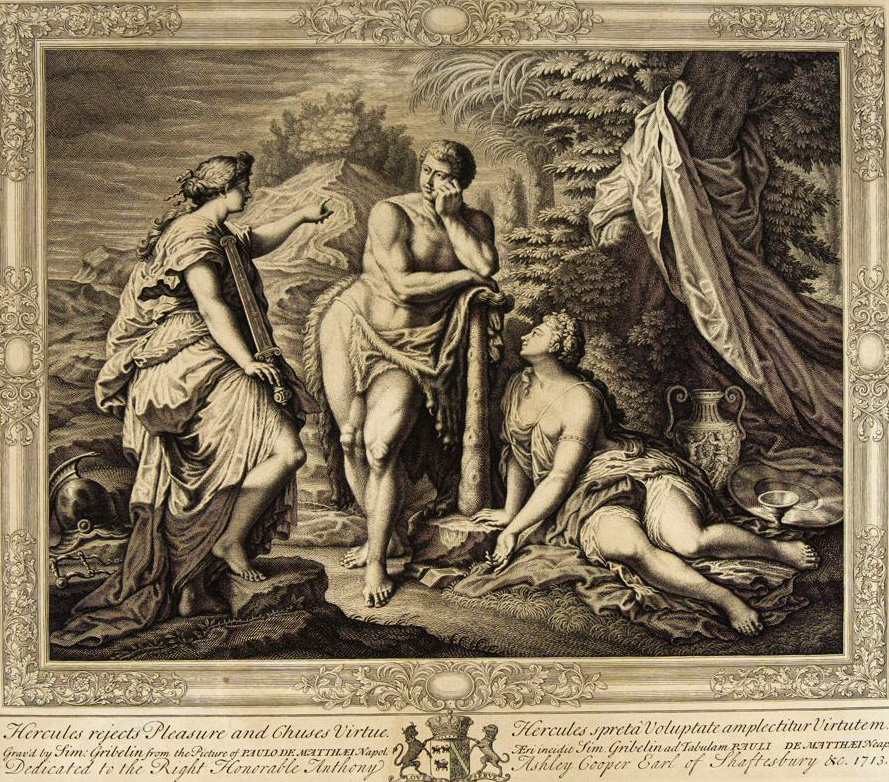
Hercule rejette le plaisir et choisit la vertu, d'après Paolo de Matteis (1713)
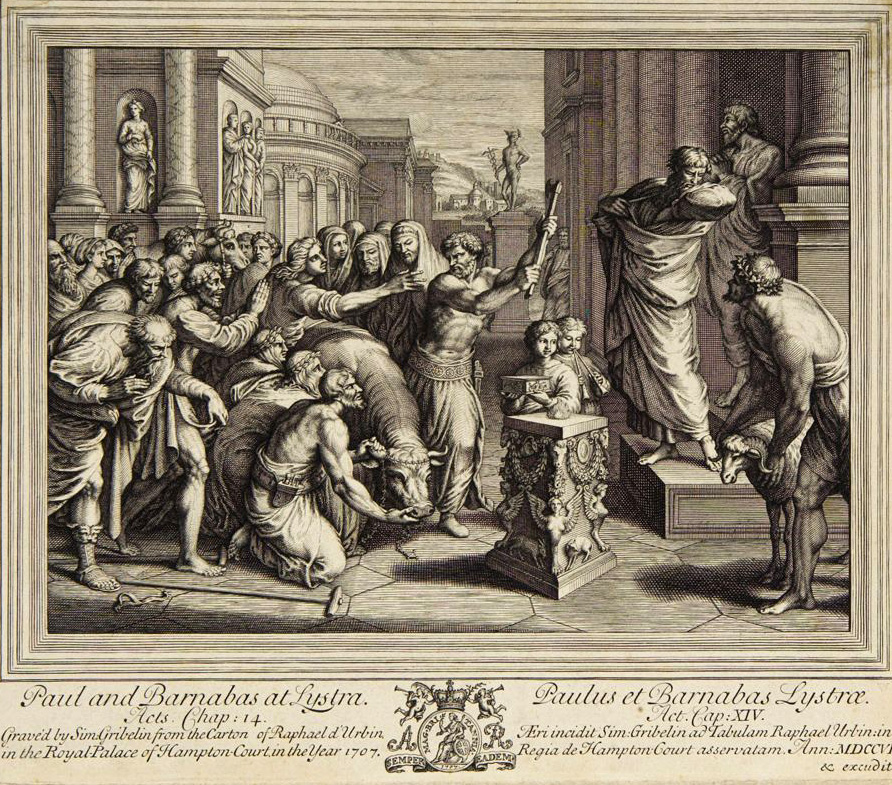
Paul et Barnabé, d'après Raphaël (1707)
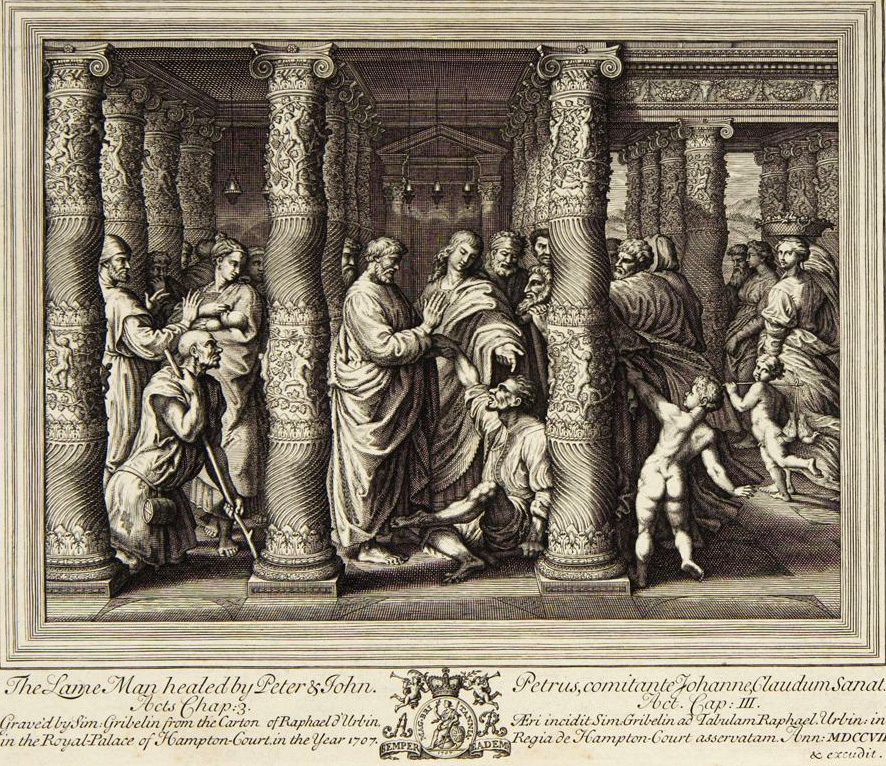
L'Homme estropié guéri par Pierre et Jean, d'après Raphaël (1707)